# Gaussisk oskärpa

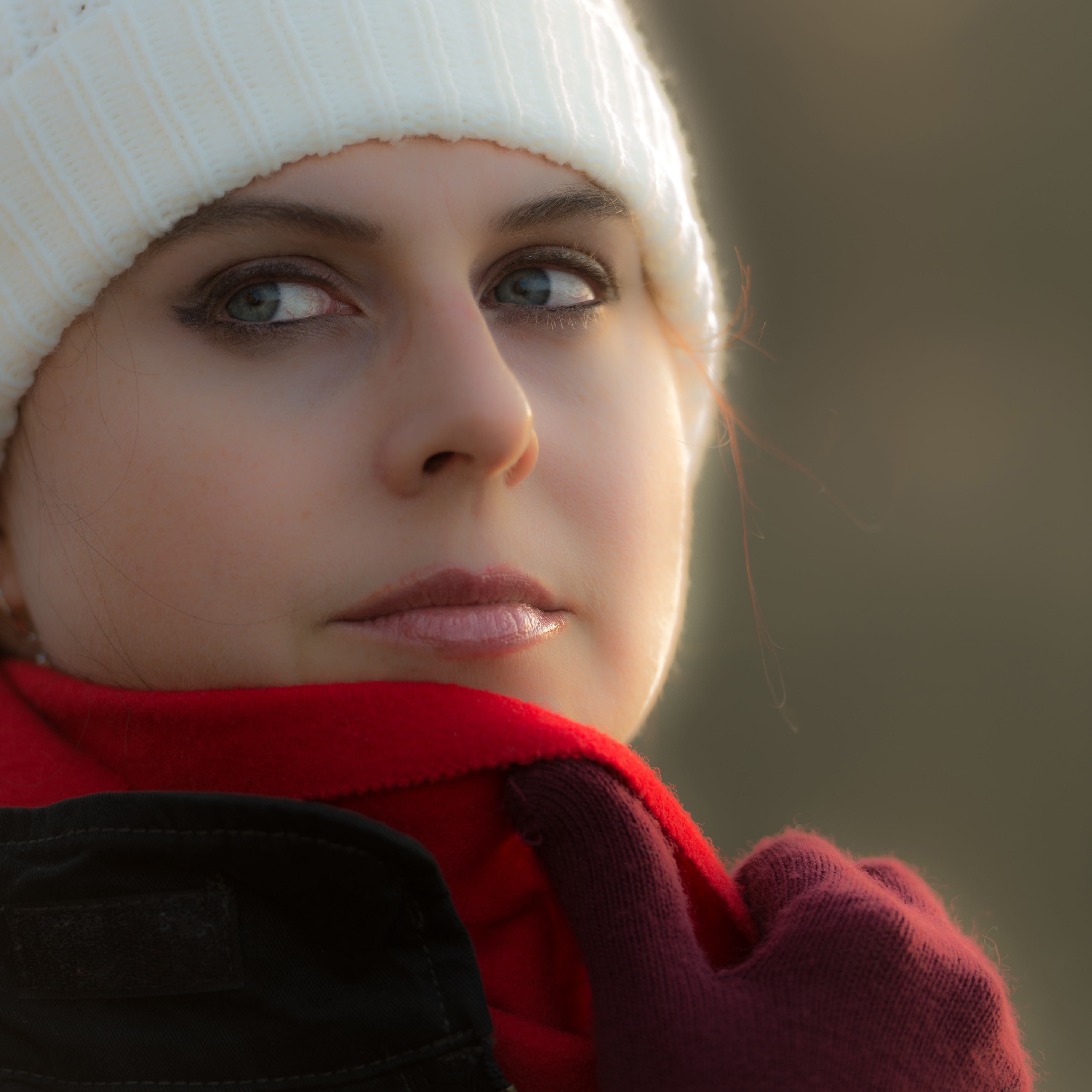

Gaussisk oskärpa är en metod som används inom bildbehandling för att simulera oskärpa eller ta bort störningar. Den innebär att varje pixelvärde ersätts med en viktad summa av omgivningen som följer normalfördelningen. (Normalfördelningen kallas även den gaussiska fördelningen, efter Carl Friedrich Gauss.) Vikten för en pixel i en N-dimensionell bild med avståndet r från en given mittpunkt beräknas genom
{\displaystyle G(r;\sigma )={\frac {1}{(2\pi \sigma ^{2})^{(N/2)}}}e^{-r^{2}/(2\sigma ^{2})}}
där σ är standardavvikelsen. Effekten appliceras på en hel bild genom att falta den med en mask med filterkoefficienter. Masken behöver i teorin vara oändlig, men bidraget från pixlar på avstånd större än cirka 3σ är så litet att man i många (dock inte alla) tillämpningar kan begränsa matrisen till att täcka detta avstånd. Inom datorseende används skalrumsrepresentation innefattande gaussfaltning som ett viktigt förbearbetningssteg till olika typer av visuella operationer.